# Jaroslav Moučka
Jaroslav Moučka (* 9. November 1923 in Studená; † 26. Dezember 2009 in Prag) war ein tschechischer Schauspieler.

## Leben
Jaroslav Moučka, der zuvor u. a. als Maschinenschlosser und Dreher gearbeitet hatte, gehörte von 1953 bis 1994 zum festen Schauspielerensemble des Zentraltheaters der tschechoslowakischen Armee (heute Divadlo na Vinohradech).
Daneben übernahm er auch Rollen für Film und Fernsehen. In Deutschland wurde er vor allem durch seine Mitwirkung an der Fernsehserie Das Krankenhaus am Rande der Stadt bekannt.

## Filmografie (Auswahl)
- 1964: Das Attentat (Atentát)
- 1966: Der Mörder verbirgt sein Gesicht (Vrah skryva tvar)
- 1969: Jungfernschaft und schwedische Gardinen (Panenstvi a kriminal)
- 1971: Ich weiß, daß du der Mörder bist (Vim, ze jsi vrah)
- 1972: Die gestohlene Schlacht
- 1972: Der Tod ist wählerisch (Smrt si vybírá)
- 1973: Adam und Gabriel (Adam a Gabriel)
- 1974: Der Fall des toten Mannes (Pripad mrtveho muze)
- 1976: Guten Tag, Stadt (Dobry den, mesto)
- 1976: Zeit der Liebe und der Hoffnung (Cas lásky a nadeje)
- 1976: Odysseus und die Sterne (Odysseus a hvězdy)
- 1979: Verlobung in Hullerbusch (DDR, Fernsehfilm)
- 1983: Der dritte Haken für „Kater“ (Tretí skoba pro kocoura)
- 1986: Die Tintenfische aus dem zweiten Stock (Chobotnice z II. patra)
- 1999: Teuflisches Glück (Z pekla štestí)

## Auszeichnungen
1978 wurde er als Verdienter Künstler (tschechisch zasloužilý umělec) ausgezeichnet.